# Razan al-Najjar
Razan Ashraf Abdul Qadir al-Najjar (Khan Yunis, 11 de setembro de 1996 – Gaza, 1 de junho de 2018) foi uma ativista, enfermeira/paramédica voluntaria do Ministério da Saúde da Palestina na Faixa de Gaza. Ela era residente de Khuzaa, uma aldeia localizada próximo à fronteira com Israel.

## Morte
Razan morreu em 1 de junho de 2018, aos 21 anos, ao ser baleada em Gaza pelo exército de Israel, enquanto tentava resgatar um manifestante ferido. Na mesma data, seu primo Ramzi al-Najjar também foi baleado e morto por forças israelenses depois que tentou cortar caminho através de Israel.